# Filadelfia, Paraguay
Filadelfia este un oraș situat în partea de nord a statului Paraguay, în regiunea Gran Chaco. Este reședința departamentului Boquerón. Fondat în 1930 de un grup de menoniți ruși care au fugit din Uniunea Sovietică.